# خوان خوسيه تريللو
خوان خوسيه تريللو (بالإسبانية: Juan José Trillo)‏ (مواليد 17 أبريل 1909) هو ملاكم أرجنتيني، مثّل بلاده في الألعاب الأولمبية الصيفية في دورتي 1928 و1932.

## روابط خارجية
خوان خوسيه تريللو على موقع أوليمبيديا (الإنجليزية)